# Anna von Berg
Anna von Berg (* 18. März 1974 in Bonn) ist eine deutsche Schauspielerin.

## Leben
Die Tochter eines Diplomaten und einer Ärztin wuchs in Bonn, Libyen, Ost-Berlin und London auf, bevor sie für das Abitur ein Internat besuchte. Über das Schultheater fand sie zur Schauspielkunst.
Von 1992 bis 1995 studierte sie am Schauspielstudio von Hildburg Frese in Hamburg und trat 1998 am Ernst Deutsch Theater in Charleys Tante als Amy Spettigue und in Stella als Lucy auf. Von 2000 bis 2002 bildete sie sich an der London Academy of Music and Dramatic Art weiter.
Seit 1996 steht sie vor der Kamera und war unter anderem in der ersten Staffel der Krimiserie SOKO Wismar 2004 bis 2005 als Polizeikommissarin Ulrike 'Rike' Panner und von 2007 bis 2008 in der Actionserie GSG 9 – Ihr Einsatz ist ihr Leben als Maja Schurlau zu sehen. Sie lebt in Berlin.

## Filmografie (Auswahl)
- 1996: Brautentführung (Serie Freunde fürs Leben)
- 1996: Bruder Esel (Serie)
- 1997: Narkose ins Jenseits (Serie Doppelter Einsatz)
- 1998: Stubbe und das fremde Mädchen (Serie Stubbe – Von Fall zu Fall)
- 1999: Alles auf die Siebzehn
- 1999: Erotisch verhindert (Serie Geschichten aus dem Leben)
- 2000: Jahrestage (Mehrteiler)
- 2000: Der Fetischist (Serie Die Cleveren)
- 2001: Herz im Kopf
- 2002: Geld macht sexy
- 2003: Ritas Welt (Serie, Folge: Das Model)
- 2003: Richard Tauber – Dein ist mein ganzes Herz
- 2004: Little Miss Perfect
- 2004–2005: SOKO Wismar (Serie)
- 2005: Ich zähl’ auf Sie
- 2005: Der Unfall (Serie Pastewka)
- 2005: Leerstand (Serie Tatort)
- 2006: Schichtwechsel (Serie Die Sitte)
- 2007–2008: GSG 9 – Ihr Einsatz ist ihr Leben (Serie)
- 2007: Wo das Gute beginnt (Serie In aller Freundschaft)
- 2007: Unter uns (Serie Tatort)
- 2008: Herzlos (Serie Im Namen des Gesetzes)
- 2009: Ein geheimnisvoller Sommer
- 2009: Heißer Abriss (Serie Notruf Hafenkante)
- 2010–2012: Die Draufgänger (Serie)
- 2010: Stralsund – Außer Kontrolle
- 2011: Allein unter Müttern
- 2011: SOKO Leipzig (Serie, Folge: Niedrige Beweggründe)
- 2013: Der letzte Bulle (Serie, Folge: Kein Sterbenswort)
- 2014: Josephine Klick – Allein unter Cops (Serie, Folge: Die tote Boxerin)
- 2014: SOKO Wismar (Serie, Folge: Durchzug)
- 2015: Ein Sommer in Masuren
- 2015: Deutschland 83 (Fernsehserie, 7 Folgen)
- 2016: Der gute Göring
- 2016:  Familie Dr. Kleist (Fernsehserie, Staffel 6, Folge 9)